# 阿尔芒·塞萨里球场
阿尔芒·塞萨里體育場（法語：Stade Armand-Cesari）是一座位於法國富里亚尼的多功能體育場，通常又稱為富里亚尼體育場（法語：Stade de Furiani）。目前該球場主要用於足球比賽，並且是法國足球甲級聯賽球隊巴斯蒂亞體育會的主場球場，球場自1932年啟用，目前容納人數為16,000人。
1978年4月26日，在1978年歐洲足協盃決賽時，阿尔芒·塞萨里體育場為決賽首回合舉辦場館，該場比賽巴斯蒂亞與荷甲球會PSV恩荷芬以0-0打平。
阿尔芒·塞萨里體育場最多觀眾紀錄於2012年9月1日巴斯蒂亞對圣埃蒂安時，當時觀眾人數為15,505人，打破1978年歐洲足協盃決賽首回合入場人數15,000人的紀錄。

## 富里亞尼事故
阿尔芒·塞萨里體育場曾於1992年5月5日發生看台倒塌事故，該場事故又稱為富里亞尼事故，整起事故造成18人死亡，2,300多人受傷。

### 背景
在1991年至1992年法國盃期間，巴斯蒂亞在半準決賽以0-0踢和南錫，獲得晉級準決賽資格，而準決賽的對手是當時法甲冠軍馬賽。當時為了能容納更多觀眾入場觀賽，俱樂部董事會決定搭建一臨時看台，取代只能容納750人的舊克洛德·帕皮看台（Tribune Claude Papi），此新看台預計可多容納10,000人。

### 比賽日
比賽前1小時，新看台的結構已被發現有不穩等徵兆。在比賽剛開始不久時，臨時看台於當地時間晚上8:20突然倒塌，看台上的觀眾與記者都被埋在倒塌的看台殘骸內。由於受傷人數眾多，超出科西嘉島上所有醫療設施的負荷，大批的傷患後來被送往巴斯蒂亞-波瑞塔機場，逐步疏散至馬賽等法國各地，機場在那一夜就如一間大型醫療站。

### 後續
官方後來於1992年5月8日成立調查小組，開始調查整起事故責任歸屬；法國足球協會也在事故發生後宣布停止該屆法國盃剩餘的賽事。12日，調查小組在結論中指出承包商在建設臨時看台時曾違反多項規定，而這也是導致看台倒塌的主要原因之一。經過一年的審訊，主承包商被證實有罪，但只被法院判不到兩年的徒刑。

## 近期
自看台倒塌事故後，阿尔芒·塞萨里體育場花費許多時間在重新改建上。新的北方看台在1997年巴斯蒂亞參加1997–98年歐洲足協盃前完工。